# Cambarellus
Cambarellus là một chi tôm hùm đất nhỏ trong họ Cambaridae. 19 loài được tìm thấy ở Mexico (phân chi Cambarellus) và vùng Vịnh Hoa Kỳ (chi Pandicambarus). Trong số các loài ở Mexico, C. areolatus, C. patzcuarensis và C. prolixus được IUCN coi là bị đe dọa nghiêm trọng, và C. alvarezi đã bị tuyệt chủng. C. chihuahuae cũng được cho là đã tuyệt chủng cho đến khi được phát hiện lại vào năm 2012. C. alvarezi và bốn loài Cambarellus chưa được mô tả, đã tuyệt chủng được giới hạn trong các hệ thống suối sa mạc ở tây nam Nuevo León; mỗi con chia sẻ môi trường sống của mình với một con cá Cyprinodon (chúng cũng đã bị tuyệt chủng hoàn toàn hoặc tuyệt chủng trong tự nhiên).
Một dạng màu cam của C. patzcuarensis thường được tìm thấy trong thị trường buôn bán cá cảnh nước ngọt.

## Các loài
Chi này gồm các loài:

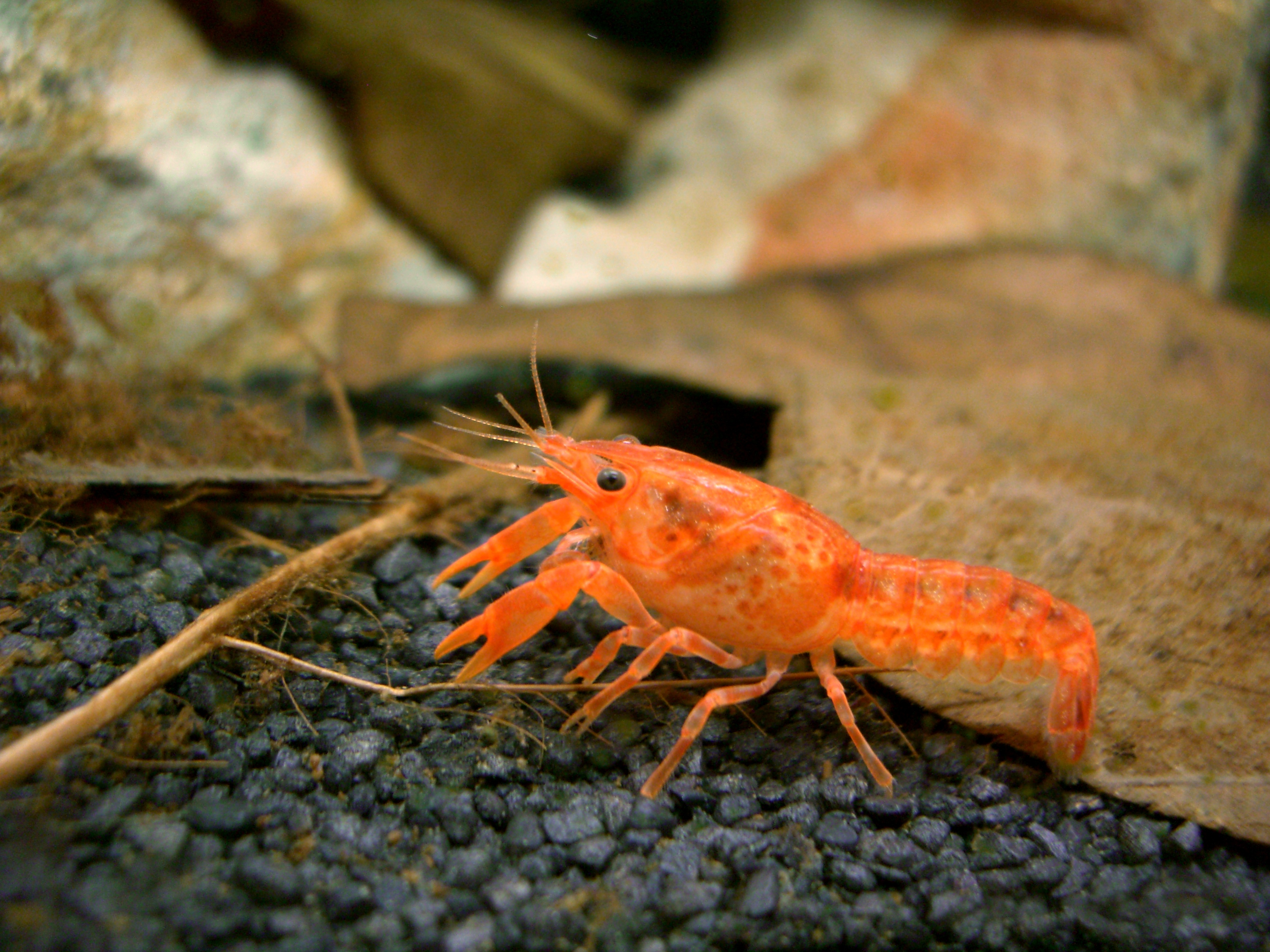
Cambarellus patzcuarensis var. "Cam" phổ biến trong thị trường buôn bán cá cảnh, nhưng hiếm gặp trong tự nhiên nơi loài này thường có màu xám nâu xỉn

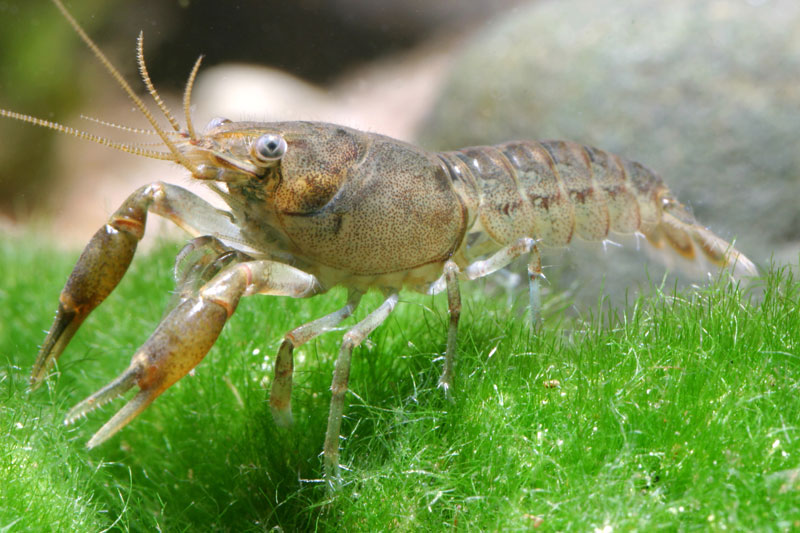
Cambarellus shufeldtii, một loài tương đối phổ biến từ Hoa Kỳ

- Phân chi Cambarellus Ortmann, 1905
  - Cambarellus alvarezi
  - Cambarellus areolatus
  - Cambarellus chapalanus
  - Cambarellus chihuahuae
  - Cambarellus montezumae
  - Cambarellus occidentalis
  - Cambarellus patzcuarensis
  - Cambarellus prolixus
  - Cambarellus zacapuensis[7]
  - Cambarellus zempoalensis
- Phân chi Dirigicambarus Fitzpatrick, 1983: Lồng sâu trong phân chi Pandicambarus[8]
  - Cambarellus shufeldtii
- Phân chi Pandicambarus Fitzpatrick, 1983
  - Cambarellus blacki
  - Cambarellus diminutus
  - Cambarellus lesliei
  - Cambarellus ninae
  - Cambarellus puer
  - Cambarellus rotatus[9]
  - Cambarellus schmitti
  - Cambarellus texanus

## Hình ảnh

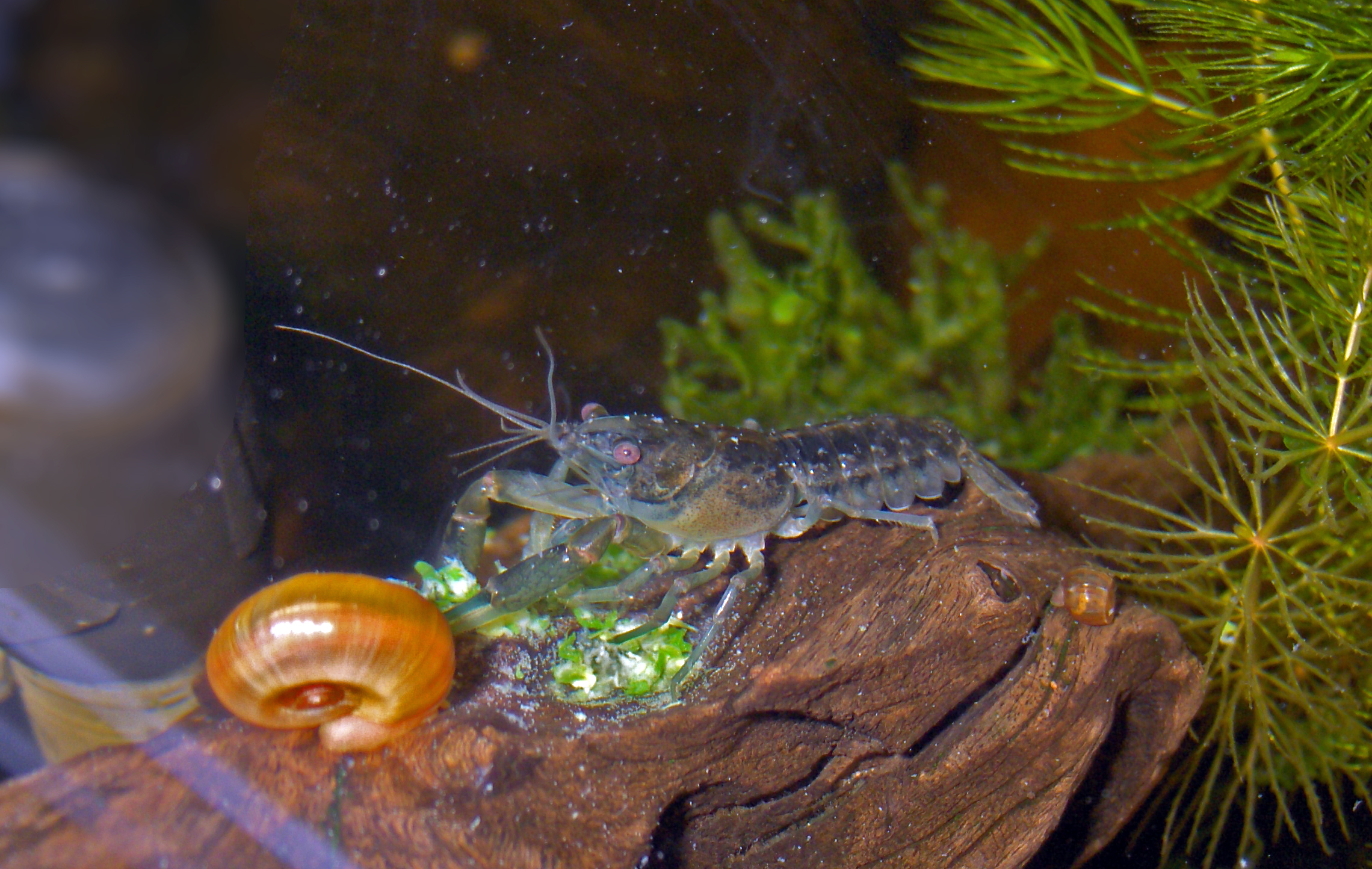
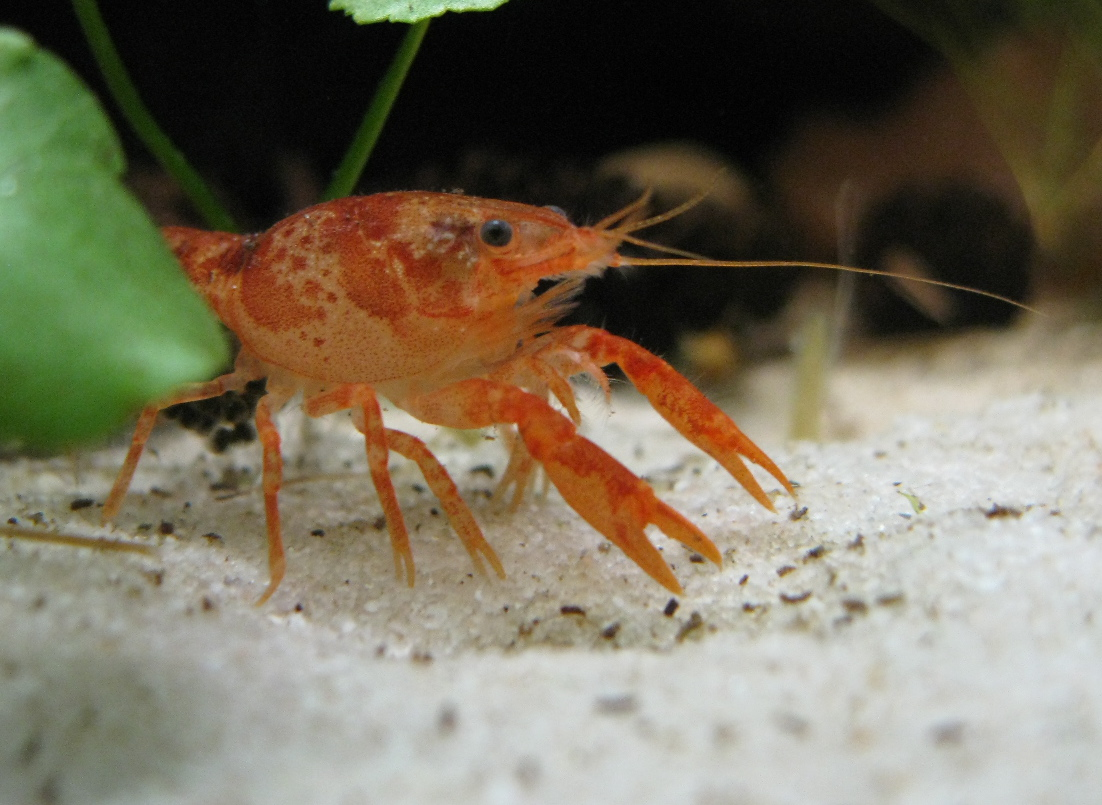